# Saint-Pierre-du-Champ
Saint-Pierre-du-Champ är en kommun i departementet Haute-Loire i regionen Auvergne-Rhône-Alpes i centrala Frankrike. Kommunen ligger i kantonen Vorey som tillhör arrondissementet Le Puy-en-Velay. År 2022 hade Saint-Pierre-du-Champ 555 invånare.

## Befolkningsutveckling
Antalet invånare i kommunen Saint-Pierre-du-Champ
| Referens: INSEE |